# Гвинеја на Светском првенству у атлетици у дворани 2016.
Гвинеја је учествовала на 16. Светском првенству у атлетици у дворани 2016. одржаном у Портланду од 17. до 20. марта.осми пут . Репрезентацију Гвинеје  на њеном деветом учешћу на светским првенствима у дворани, представљао је један атлетичар, која се такмичио у трци на 60 метара.
Представник Гвинеје није освојио ниједну медаљу, а поправио је најбољи лични резултат сезоне.

## Учесници
Мушкарци:
- Емил Конде — 60 м

## Резултати

### Мушкарци
| Атлетичар  | Дисциплина | Лични рекорд | Квалификација | Квалификација | Полуфинале           | Полуфинале           | Финале               | Финале       | Детаљи |
| Атлетичар  | Дисциплина | Лични рекорд | Резултат      | Место         | Резултат             | Место                | Резултат             | Место        | Детаљи |
| ---------- | ---------- | ------------ | ------------- | ------------- | -------------------- | -------------------- | -------------------- | ------------ | ------ |
| Емил Конде | 60 м       | 7,33         | 8,37 ЛРС      | 8. у гр. 7    | Није се квалификовао | Није се квалификовао | Није се квалификовао | 52 / 53 (56) |        |